# Очеретянська сільська рада (Пулинський район)
Очеретянська сільська рада — колишня адміністративно-територіальна одиниця та орган місцевого самоврядування у Пулинському (Червоноармійському), Соколовському, Новоград-Волинському, Житомирському районах і Новоград-Волинській міській раді Волинської округи, Київської й Житомирської областей Української РСР та України з адміністративним центром у с. Очеретянка.

## Населені пункти
Сільській раді були підпорядковані населені пункти:
- с. Очеретянка
- с. Ясна Поляна

## Населення
Кількість населення ради станом на 1923 рік становила 1 317 осіб, кількість дворів — 246.
Кількість населення сільської ради, станом на 1924 рік, становила 1 375 осіб.
Відповідно до результатів перепису населення СРСР, кількість населення ради, станом на 12 січня 1989 року, становила 1 633 особи.
Станом на 5 грудня 2001 року, відповідно до перепису населення України, кількість мешканців сільської ради становила 1 509 осіб.

## Склад ради
Рада складалася з 16 депутатів та голови.

### Керівний склад сільської ради
| ПІБ                      | Основні відомості                                                 | Дата обрання | Дата звільнення |
| ------------------------ | ----------------------------------------------------------------- | ------------ | --------------- |
| Грибан Петро Васильович  | Сільський голова, 1948 року народження, освіта, безпартійний      | 26.03.2006   | 31.10.2010      |
| Грибан Микола Григорович | Сільський голова, 1954 року народження, освіта середня спеціальна | 31.10.2010   |                 |

Примітка: таблиця складена за даними джерела

## Історія
Створена 1923 року в складі с. Очеретянка, колонії Чеська Слобідка та урочища Зарембська Піч Курненської волості Новоград-Волинського повіту Волинської губернії. 18 лютого 1923 року, відповідно до рішення Волинської ГАТК (протокол № 1 «Про об'єднання населених пунктів у сільради, зміну складу і центрів сільрад»), кол. Чеська Слобідка передано до складу Соколівської сільської ради Курненської волості. 3 листопада 1923 року, відповідно до рішення Волинської ГАТК (протокол № 5 «Про зміни в межах округів, районів і сільрад»), ур. Зарембська Піч передане до складу Янушівської сільської ради Пулинського району.
Станом на 1 вересня 1946 року сільська рада входила до складу Червоноармійського району Житомирської області, на обліку в раді перебувало с. Очеретянка.
11 серпня 1954 року, відповідно до указу Президії Верховної ради Української РСР «Про укрупнення сільських рад по Житомирській області», підпорядковано с. Ясна Поляна ліквідованої Яснополянської сільської ради Червоноармійського району. 2 вересня 1954 року, відповідно до рішення Житомирського облвиконкому № 1087 «Про перечислення населених пунктів в межах районів Житомирської області», до складу ради включено с. Відерне Кошелівської сільської ради Червоноармійського району. 29 червня 1960 року, відповідно до рішення Житомирського облвиконкому № 683 «Про об'єднання деяких населених пунктів в районах області», с. Відерне об'єднано із с. Ясна Поляна.
На 1 січня 1972 року сільська рада входила до складу Червоноармійського району Житомирської області, на обліку в раді перебували села Очеретянка та Ясна Поляна.
Ліквідована 16 листопада 2017 року через об'єднання до складу Пулинської селищної територіальної громади Пулинського району Житомирської області.
Входила до складу Пулинського (Червоноармійського, 7.03.1923 р., 17.10.1935 р., 8.12.1966 р.), Соколовського (20.06.1930 р.), Новоград-Волинського (15.09.1930 р., 30.12.1962 р.), Житомирського (4.01.1965 р.) районів та Новоград-Волинської міської ради (1.06.1935 р.).